# プーシキン記念ロシア語大学
プーシキン記念ロシア語大学（プーシキンきねんロシアごだいがく ロシア語：Государственный институт русского языка имени А. С. Пушкина 英語：The Pushkin State Russian Language Institute）またはA.S.プーシキン・ロシア語大学は、ロシア連邦の首都モスクワにある大学。

## 概観
1973年にモスクワ大学語学教育センターから独立した。それ以来、ソ連において外国人を専門にロシア語を教えることを目的とした唯一の大学となり、西側諸国を含め留学生を受け入れた。
現在は100以上の大学と協定を結んでいる。また、1999年からはロシア人学生も受け入れている。
学生寮と大学本部が直結している。
ロシア連邦教育省から委託されたロシア語検定試験センターが常設され、毎月検定を行い、当人の語学レベルに応じて検定試験対策を行っている。

## 学部
- 文学部

　大学院進学コース
- 語学研修学部

　(海外からの留学生にロシア語を教育する学部)
- ロシア語教師資格向上学部

　(すでにロシア語教師として働いている人に再教育し、よりよいロシア語教師を育成するための学部)

## その他
大学入口には、プーシキンの銅像が置かれている。
学生寮が隣接されている。

## 大学院
- 言語学
- 教育学

## 住所
- Россия, 117485, Москва, улица Академика Волгина, 6.